# 대배심
대배심(大陪審, Grand jury)은 형사사건에서 피의자를 기소하기 위해 영미법 국가에서 평시민 가운데 무작위로 선발된 사람들로 구성된 집단을 말한다. 대략 20여명으로 구성되며 12명으로 구성된 소배심(Petit jury)과 비교해 대배심이라고 한다. 이는 정부의 기소재량권 남용을 제한하기 위해 국민이 기소하는 철학에 기한 것이다. 미국은 수정헌법 제5조에 규정되어 있다.
증거법에 의해 위법수집배제되거나 전문증거로 증거능력이 없는 증거도 대배심에서 사용이 가능하다.

## 미국
미연방 형사소송 규칙은 대배심은 16명에서 23명으로 구성되어야 하며, 12명 이상이 찬성해야 기소할 수 있다고 규정되어 있다. 대배심에 의한 기소를 받을 권리는 연방헌법에 규정되어 있음에도 수정헌법 제14조에 의해 각 주정부에 적용되지 않는다. 따라서 주헌법이나 법률이 이를 정하고 있지 않다면 대배심에 대한 권리는 자동으로 보장되지 않는다.
연방법원(Federal court), 주법원(State court), 군법원(County court)의 형사소송 절차는 각각 차이가 있다.
대배심 증인은 대배심실내에서 변호사의 조력을 구할 권리나 미란다 고지를 받을 권리가 없다.(대배심 증인으로 강제소환되어 증언을 하다가 위증을 하면 위증죄로 처벌받는다.) 대배심 피고인은 자신에 대한 심사가 진행되는지 통지받을 권리가 없으며, 절차에 참여하거나 불리한 증인에 대해 반박할 권리가 없다. 또 피고인은 증거를 제출할 권리도 없다. 재판에서 증거능력이 없을 증거도 대배심에서는 증거로 사용될 수 있음. 수정헌법 제4조의 상당한 근거 요구조건을 대배심에서는 사용되지 않는다.

### 미국 수정헌법 제5조
누구라도, 대배심에 의한 고발 또는 기소가 있지 아니하는 한, 사형에 해당하는 죄 또는 파렴치죄에 관하여 심리를 받지 아니한다. 다만, 육군이나 해군에서 또는 전시나 사변시에 복무중에 있는 민병대에서 발생한 사건에 관하여서는 예외로 한다. 누구라도 동일한 범행으로 생명이나 신체에 대한 위협을 재차 받지 아니하며, 어떠한 형사 사건에 있어서도 자기에게 불리한 증언을 강요당하지 아니하며, 누구라도 정당한 법의 절차에 의하지 아니하고는 생명, 자유 또는 재산을 박탈당하지 아니한다. 또 정당한 보상 없이, 사유재산의 公共用으로 수용당하지 아니한다.

## 같이 보기
- 배심제
- 소배심
- 재판
- 일본 검찰심사회 - 1948년 미국의 대배심을 참조해 만들었다.
- 검찰시민위원회 - 2010년 미국의 대배심과 일본 검찰심사회를 참조해 만들었다.